# ガブリエル・モヤ (野球)
ガブリエル・ホセ・モヤ・バリオス（Gabriel Jose Moya Barrios, 1995年1月9日 - ）は、ベネズエラのスリア州カビマス出身のプロ野球選手（投手）。左投左打。現在は、フリーエージェント（FA）。

## 経歴

### プロ入りとダイヤモンドバックス傘下時代
2012年3月にアリゾナ・ダイヤモンドバックスと契約してプロ入り。契約後、傘下のルーキー級ドミニカン・サマーリーグ・ダイヤモンドバックスでプロデビュー。15試合に登板して1勝2敗、防御率2.55、30奪三振を記録した。
2013年もルーキー級ドミニカン・サマーリーグ・ダイヤモンドバックスでプレーし、19試合に登板して2勝1敗6セーブ、防御率1.50、33奪三振を記録した。
2014年はアメリカ本土へ渡り、パイオニアリーグのルーキー級ミズーラ・オスプレイでプレー。15試合（先発12試合）に登板して5勝4敗、防御率6.00、68奪三振を記録した。
2015年もルーキー級ミズーラでプレーし、25試合に登板して2勝1敗、防御率1.93、36奪三振を記録した。
2016年はA級ケーンカウンティ・クーガーズとA+級バイセイリア・ローハイドでプレーし、2球団合計で52試合に登板して6勝1敗5セーブ、防御率1.55、82奪三振を記録した。
2017年はAA級ジャクソン・ジェネラルズでプレーした。

### ツインズ時代
2017年7月27日にジョン・ライアン・マーフィーとのトレードで、ミネソタ・ツインズへ移籍した。移籍後は傘下のAA級チャタヌーガ・ルックアウツでプレーし、移籍前を含めた2球団合計で47試合に登板して6勝1敗24セーブ、防御率0.77、87奪三振を記録した。9月12日にメジャー契約を結んでアクティブ・ロースター入りした。同日のサンディエゴ・パドレス戦でメジャーデビュー。この年メジャーでは7試合に登板して防御率4.26、5奪三振を記録した。
2018年は35試合（先発6試合）に登板して3勝1敗、防御率4.71、31奪三振を記録した。
2019年6月25日にDFAとなり、29日にマイナー契約となった（そのままAAA級ロチェスター・レッドウイングスに配属）。12月4日にFAとなった。

### 独立リーグ時代
2021年5月31日にアトランティックリーグのランカスター・バーンストーマーズと契約した。シーズン終了後に退団した。オフの11月2日にはベネズエラのウィンターリーグに派遣され、ナベガンテス・デル・マガジャネスに所属した。
2022年7月13日にアトランティックリーグのケンタッキー・ワイルドヘルス・ゲノムスと契約した。8月29日に自由契約となった。

## 詳細情報
| 年 度    | 球 団    | 登 板 | 先 発 | 完 投 | 完 封 | 無 四 球 | 勝 利 | 敗 戦 | セ 丨 ブ | ホ 丨 ル ド | 勝 率 | 打 者 | 投 球 回 | 被 安 打 | 被 本 塁 打 | 与 四 球 | 敬 遠 | 与 死 球 | 奪 三 振 | 暴 投 | ボ 丨 ク | 失 点 | 自 責 点 | 防 御 率 | W H I P |
| -------- | -------- | ----- | ----- | ----- | ----- | -------- | ----- | ----- | -------- | ----------- | ----- | ----- | -------- | -------- | ----------- | -------- | ----- | -------- | -------- | ----- | -------- | ----- | -------- | -------- | ------- |
| 2017     | MIN      | 7     | 0     | 0     | 0     | 0        | 0     | 0     | 1        | 0           | ----  | 26    | 6.1      | 5        | 2           | 2        | 0     | 0        | 5        | 0     | 1        | 3     | 3        | 4.26     | 1.11    |
| 2018     | MIN      | 35    | 6     | 0     | 0     | 0        | 3     | 1     | 0        | 3           | .750  | 159   | 36.1     | 35       | 6           | 13       | 0     | 1        | 31       | 1     | 0        | 19    | 19       | 4.71     | 1.32    |
| MLB：2年 | MLB：2年 | 42    | 6     | 0     | 0     | 0        | 3     | 1     | 1        | 3           | .750  | 185   | 42.2     | 40       | 8           | 15       | 0     | 1        | 36       | 1     | 1        | 22    | 22       | 4.64     | 1.29    |

- 2021年度シーズン終了時

### 背番号
- 58（2017年 - 2018年）